# 2018 LA
Météorite de Motopi Pan
2018 LA (désignation provisoire ZLAF9B2) est un astéroïde Apollon d'environ 2 m de diamètre qui est entré en collision avec l'atmosphère terrestre le 2 juin 2018 vers 16 h 44 UTC (18 h 44 heure locale), près de la frontière entre l'Afrique du Sud et le Botswana. C'est le troisième météoroïde à avoir été détecté dans l'espace avant sa collision terrestre, après 2008 TC3 et 2014 AA.

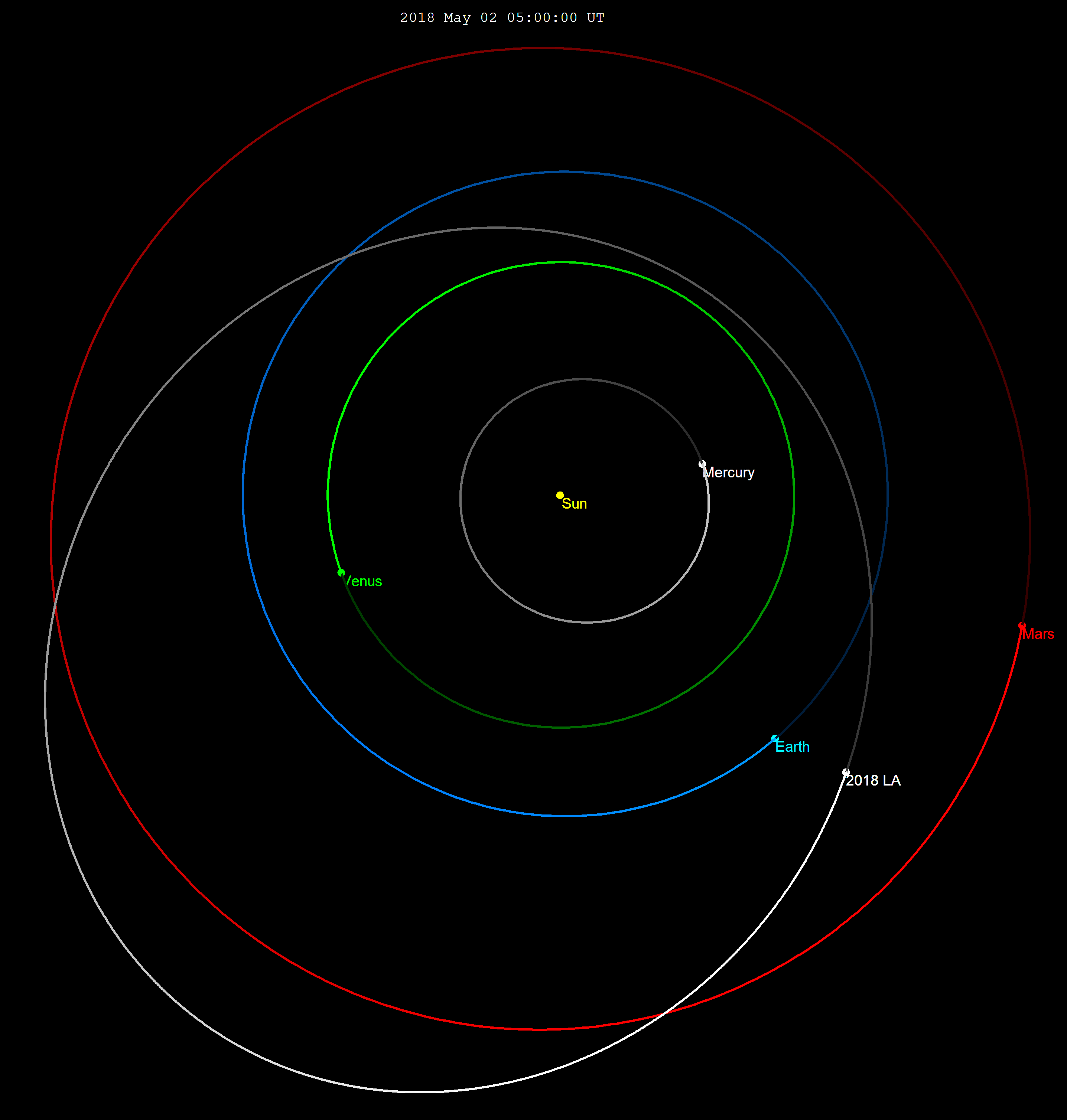

L'orbite pré-terrestre et la période de rotation de 2018 LA ont pu être déterminées d'après les photographies, et l'orbite est compatible avec une éjection initiale depuis un vestoïde, voire directement de Vesta.
Vingt-trois fragments du météoroïde ont été retrouvés, et dénommés globalement météorite de Motopi Pan (ou simplement Motopi Pan), du nom du lieu où a été retrouvé le premier fragment. Motopi Pan est une météorite HED, en cohérence avec l'origine sur Vesta.

## Histoire
D'une magnitude absolue d'environ 31, l'astéroïde a été découvert au-dessus de l'Afrique du Sud huit heures avant l'impact par Richard Kowalski, du Mount Lemmon Survey (partie du Catalina Sky Survey), avec le télescope de 60 pouces à l'observatoire du mont Lemmon. Sur la base d'une heure et demie d'observations, il a été calculé que l'objet avait 82 % de chance d'entrer en collision avec la Terre, probablement quelque part entre l'Australie et Madagascar. Quelques heures plus tard, un rapport est parvenu à l'American Meteor Society, indiquant qu'un observateur du Botswana avait vu un brillant bolide. Après que l'impact est survenu, des observations furent réalisées par l'Asteroid Terrestrial-impact Last Alert System (ATLAS) près de 2 h après que les autres observations avaient été publiées, confirmant que l'astéroïde était effectivement entré en collision avec la Terre sur une trajectoire rasante.

## Astrométrie
2018 LA a été retrouvé sur dix-huit photographies, couvrant les dernières 5 h 54 min de sa trajectoire. L'orbite pré-terrestre avait un demi-grand axe de 1,376 4 ± 0,000 11 ua et une inclinaison de 4,297 41 ± 0,000 43°. Les données photométriques ont permis de déterminer sa période de rotation (224 ± 40 s) et en partie sa forme (rapport de forme ≥ 1,7).

## Météorite
Vingt-et-un jours après la chute, une recherche pédestre dans la réserve de chasse du Kalahari central a permis de retrouver un premier fragment de 17,92 g, près d'un point d'eau appelé Motopi Pan — à proximité de la ville botswanienne de Motopi —, dont on a donné le nom à la météorite. Vingt-deux autres fragments ont été retrouvés par la suite, entre le 9 et le 12 octobre 2018. Huit de ces 23 fragments ont été sélectionnés pour réaliser les analyses pétrographiques et minéralogiques.
Motopi Pan est une brèche polymicte HED, dans laquelle sont mélangés des fragments d'howardite, d'eucrite basaltique cumulative et de diogénite. Avant l'impact, 2018 LA était une roche compacte d'environ 1,56 m de diamètre avec une densité élevée (~2,85 g/cm3), un albédo pV relativement faible (~0,25) et une énergie cinétique lors de l'impact d'environ 0,2 kt.
La composition chimique des différents échantillons étudiés reflète les différentes proportions en fragments d'howardite, d'eucrite et de diogénite. Les isotopes de l'oxygène placent Motopi Pan sur la même droite de fractionnement (dans le diagramme δ17O vs δ18O) que la Terre et les météorites HED. Les zircons de Motopi Pan fournissent un âge U-Pb concordant de 4 563 ± 11 Ma et un âge Pb-Pb cohérent, à 4 562,7 ± 6,4 Ma ; cet âge est l'âge de cristallisation des roches du corps parent. Les phosphates donnent un âge Pb-Pb de 4 234 ± 41 Ma, sans doute celui d'un événement thermique sur le corps parent.
Les isotopes des gaz nobles montrent des composantes adsorbée (air terrestre), radiogénique et cosmogénique. L'hélium 4 est pour partie radiogénique et pour partie cosmogénique, l'hélium 3 et les isotopes du néon sont entièrement cosmogéniques. Les isotopes cosmogéniques des gaz nobles définissent un âge d'exposition aux rayons cosmiques de 19,2 ± 2,4 Ma, ce qui date l'éjection du corps parent lors d'un impact.
Les isotopes cosmogéniques 10Be, 26Al et 36Cl permettent d'estimer la taille pré-atmosphérique de 2018 LA : environ 1,56 m de diamètre (pour une densité moyenne de 2,85 g/cm3), donc une masse d'environ 5,67 t.